# Moldavische parlementsverkiezingen 2010
De Moldavische parlementsverkiezingen van 2010 werden op 28 november 2010 gehouden.

## Wisseling van de macht in 2009
In eerste instantie waren er in 2009 al verkiezingen gehouden, namelijk in april. Die werden gewonnen door de Communistische Partij van president Vladimir Voronin, maar volgens de oppositie was er gefraudeerd en eiste nieuwe verkiezingen. Protesten tegen de uitslag van de parlementsverkiezingen in Moldavië mondden begin april uit in de bestorming van het presidentieel paleis en het parlement in de hoofdstad Chisinau. Na de verkiezingen zou het nieuwe parlement een nieuwe president kiezen. Maar beide pogingen mislukten door een boycot van de oppositie, en daardoor was het noodzakelijk dat het parlement werd ontbonden en nieuwe verkiezingen werden uitgeschreven. Het Constitutionele Hof had daartoe opdracht gegeven. Voor de ontbinding van het parlement werd de kiesdrempel verlaagd van 6% naar 5% en de minimale opkomst werd verlaagd van 50% naar 33% van de stemgerechtigden. De verkiezingen in juli werden wederom gewonnen door de communisten, maar de vier oppositiepartijen, verenigd in de Alliantie voor Europese Integratie, wonnen een meerderheid in het parlement, en vormde een regering onder leiding van Vlad Filat. De voorzitter van het parlement werd Mihai Ghimpu, en Marian Lupu zou de presidentskandidaat namens de AEI worden.

## Presidentsverkiezing najaar 2009
De Alliantie voor Europese Integratie beschikte over 53 van de 101 zetels in het parlement, niet genoeg om een nieuwe president te kiezen. Op 11 september trad president Vladimir Voronin af, en werd parlementsvoorzitter Mihai Ghimpu interim-president van het land, totdat een nieuwe president gekozen zou worden.
De eerste stemronde op 11 november mislukte, omdat de communisten de zaal verlieten voor het begin van de stemming in het parlement. Op 7 december werd een tweede ronde gehouden in het parlement, maar wederom werd Lupu niet gekozen tot president. De communisten besloten voor de tweede keer de verkiezing te boycotten en daardoor waren er te weinig stemmen om een president te kiezen. Om een nieuwe president te kunnen kiezen, heeft een persoon namelijk 61 parlementariërs achter zich nodig in het 101-tellende parlement. Lupu is voor de Communisten een onacceptabele kandidaat gebleken.
De politieke crisis ging nu gepaard met een constitutionele crisis. De grondwet van het land bepaalde aan de ene kant dat het parlement moet worden ontbonden als de volksvertegenwoordiging er twee keer achter elkaar niet in slaagden een nieuwe president te kiezen. Aan de andere kant stond in de grondwet dat het parlement slechts een keer per jaar ontbonden kan worden voor vervroegde verkiezingen. Lupu stelde voor de grondwet te wijzigen om uit de impasse te geraken. Maar volgens Voronin is de grondwet "niet iets dat iedereen naar eigen wens verandert". Hij hoopte dat de communisten bij vervroegde verkiezingen weer zouden winnen. Dat gebeurde echter niet, waardoor er opnieuw verkiezingen, ditmaal in 2010, moesten worden uitgeschreven.
De Communistische Partij werd ook bij deze verkiezingen de grootste, hoewel ze wel zetels verloor. De Liberaal-Democratische Partij van Moldavië, de Liberale Partij van Moldavië en de Democratische Partij sloten uiteindelijk samen een coalitie, hoewel ze de tweederdemeerderheid ontbraken om de grondwet te wijzigen of een nieuwe president te benoemen. Het Hooggerechtshof oordeelde in februari 2011 dat de partijen aan de macht mochten blijven zonder nieuwe verkiezingen uit te schrijven.

## Uitslag
| Partij                                                                                   | Stemmen | % 2009 | % 2010 | Verschil % | Zetels 2009 | Zetels 2010 | Verschil zetels |
| ---------------------------------------------------------------------------------------- | ------- | ------ | ------ | ---------- | ----------- | ----------- | --------------- |
| Communistische Partij van Moldavië (Partidul Comuniștilor din Republica Moldova, PCRM)   | 676.761 | 44,76% | 39.32% | −5.44%     | 48          | 42          | -6              |
| Liberaal-Democratische Partij van Moldavië (Partidul Liberal Democrat din Moldova, PLDM) | 506.365 | 16.55% | 29.42% | +12.87%    | 18          | 32          | +14             |
| Liberale Partij van Moldavië (Partidul Liberal, PL)                                      | 171.434 | 14.61% | 9.96%  | −4.65%     | 15          | 12          | -3              |
| Democratische Partij (Partidul Democrat din Moldova)                                     | 218.847 | 12.55% | 12.72% | +0.18%     | 13          | 15          | +2              |
| Partij-Alliantie ons Moldavië (Partidul Alianța Moldova Noastră)                         | 35.282  | 7.35%  | 2.05%  | −5.10%     | 7           | 0           | -7              |
| Overige partijen                                                                         | 112.348 | 4.19%  | 6.53%  | +2.34%     | 0           | 0           | 0               |
| Totaal                                                                                   |         |        | '      |            | 101         | 101         |                 |

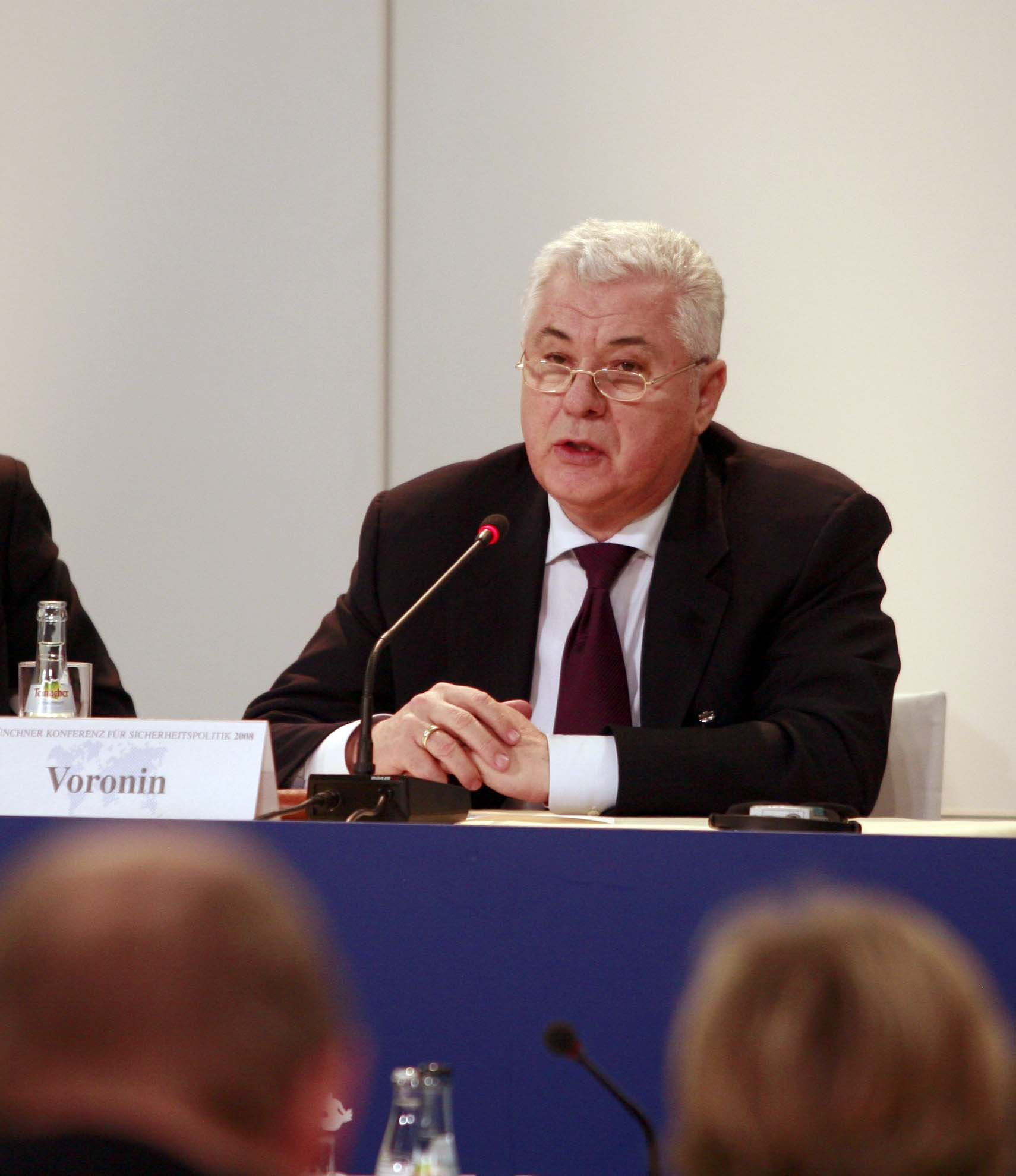
Vladimir Voronin (PCRM)
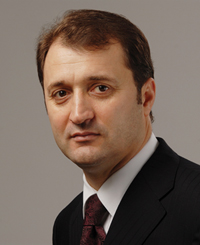
Vlad Filat (PLDM)
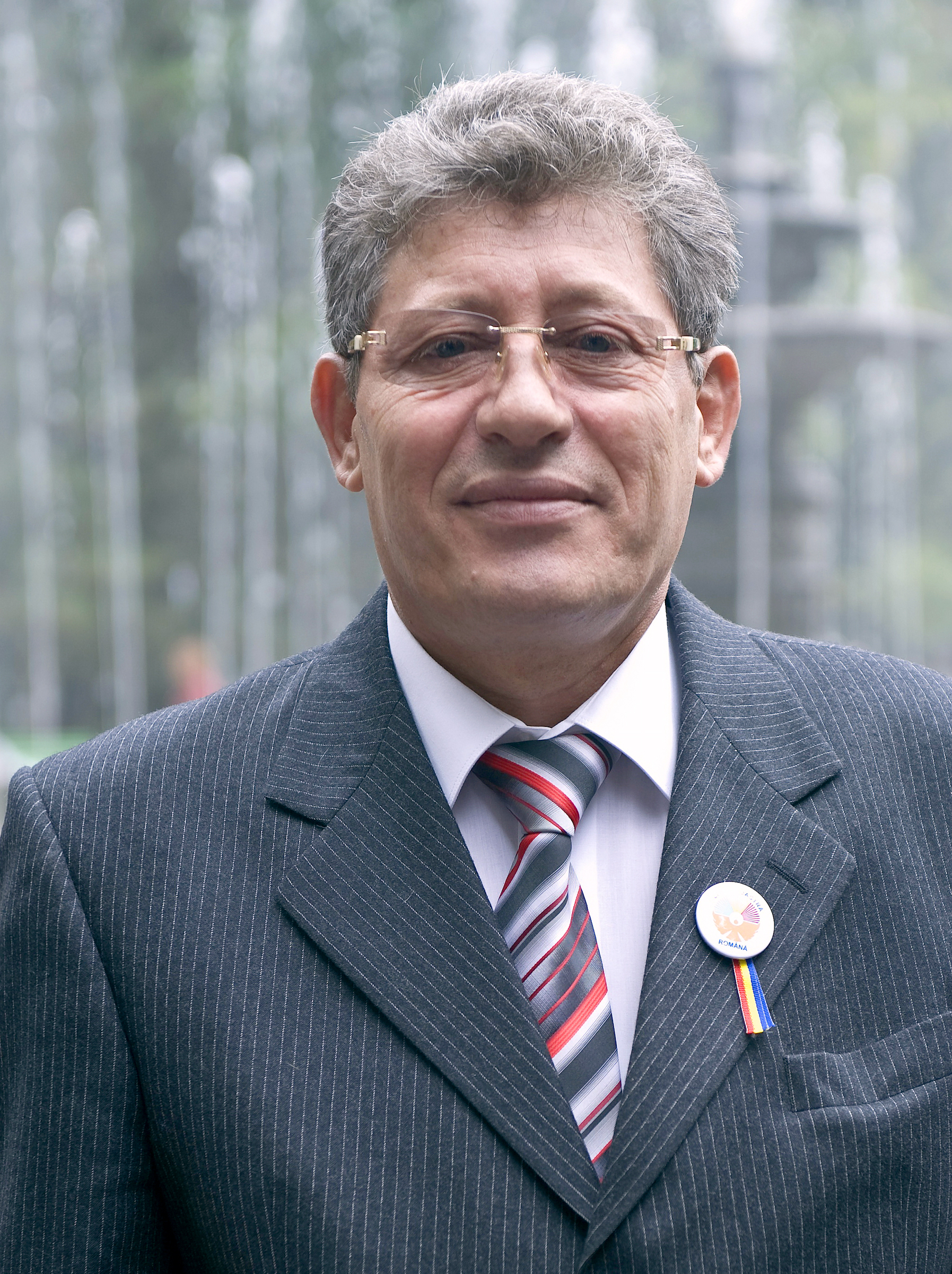
Mihai Ghimpu (PL)